# Rafael Ferreira Francisco
Rafael Ferreira Francisco (født 13. april 1986) er en brasiliansk fodboldspiller, som spiller for den japanske fodboldklub SC Sagamihara.